# فاز يونغ جون
فاز يونغ جون (مواليد 8 يناير 1998) هو سبّاح كوري جنوبي، مثّل بلاده في الألعاب الأولمبية الصيفية 2016.

## روابط خارجية
فاز يونغ جون على موقع أوليمبيديا (الإنجليزية)